# Lytton Indian Reserve 9A
Lytton Indian Reserve 9A är ett reservat i Kanada.   Det ligger i provinsen British Columbia, i den södra delen av landet, 3 400 km väster om huvudstaden Ottawa.
I omgivningarna runt Lytton Indian Reserve 9A växer i huvudsak barrskog. Trakten runt Lytton Indian Reserve 9A är nära nog obefolkad, med mindre än två invånare per kvadratkilometer.